# Ricardo Aguilera López
Ricardo Aguilera López (Málaga, 21 de agosto de 1912-Madrid, 10 de septiembre de 1972) fue un editor, escritor y ajedrecista español. Es más conocido en su faceta de editor de libros de ajedrez desde su editorial Ricardo Aguilera. 
Como ajedrecista se formó en los torneos locales de Málaga. En 1941 se mudó a Madrid y empezó a destacar en los círculos ajedrecísticos de la capital española como jugador combativo y autor de bellas partidas, algunas disputadas en las fases previas del campeonato de Castilla. Sin embargo no llegó a dedicarse de lleno a jugar torneos por motivos de salud. 
En 1943 se inició en las publicaciones de ajedrez al empezar una colaboración con la Federación Española de Ajedrez que le confió el manejo de sus ediciones, especialmente de su revista El Ajedrez Español. A partir de 1947 empezó a publicar en su propio sello editorial de donde salieron numerosos libros de autores de renombre como José Raúl Capablanca, Aaron Nimzowich y Alexander Alekhine. Estos libros alimentaron el renovado interés que hubo en España por el juego ciencia a partir de la aparición del niño prodigio Arturito Pomar y la frecuente presencia del campeón mundial Alekhine en el país.
Aguilera también fue autor de libros de gran difusión como Tratado elemental de ajedrez y El ajedrez, curso completo.
También se interesó como editor y autor en obras de literatura. En 1949 editó la obra de Camilo José Cela, El gallego y su cuadrilla. En 1972, publicó su obra Intención y silencio en el Quijote.